# Tipula hylonympha
Tipula hylonympha är en tvåvingeart som beskrevs av Alexander 1929. Tipula hylonympha ingår i släktet Tipula och familjen storharkrankar. Inga underarter finns listade i Catalogue of Life.